# حمله به پایگاه هوایی میلروو

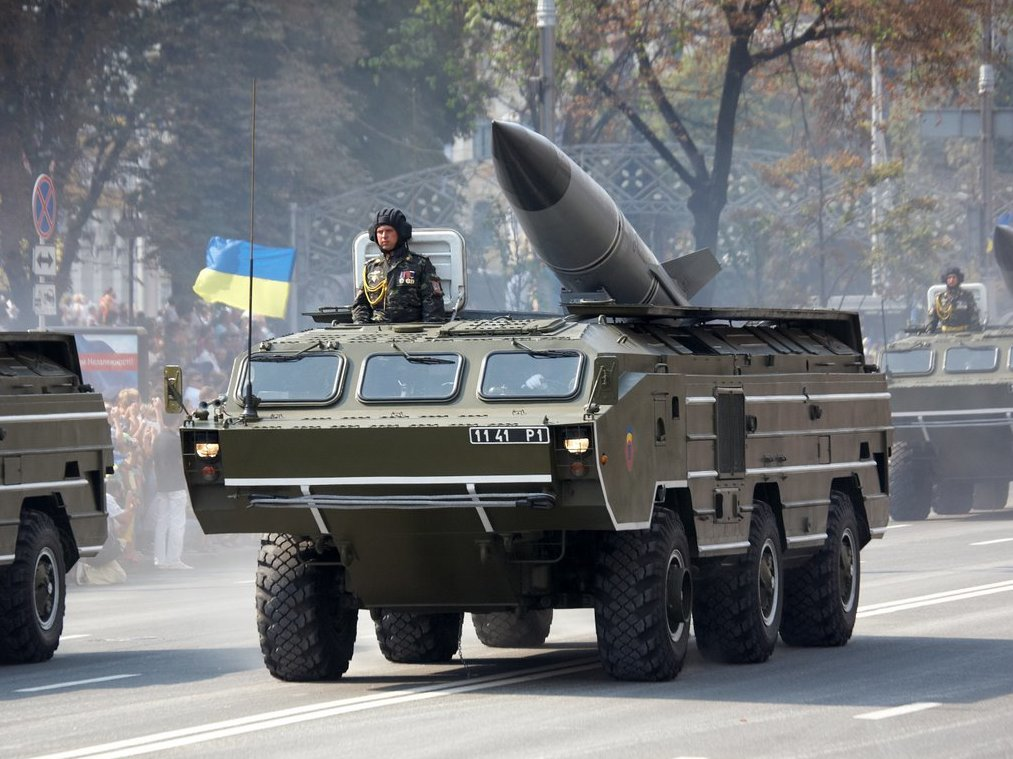
حمله به پایگاه هوایی میلروو

حمله به پایگاه هوایی میلرُوو در ۲۵ فوریه ۲۰۲۲ در شهر میلروو، استان روستوف روسیه در جریان حمله روسیه به اوکراین رخ داد. به گفته برخی از مقامات اوکراینی، نیروهای ارتش اوکراین با موشک‌های OTR-21 توچکا به پایگاه هوایی میلروو حمله کردند و هواپیماهای نیروی هوایی روسیه را منهدم کردند و پایگاه هوایی را به آتش کشیدند.

## پیش‌زمینه
میلروو یک شهر در استان روستوف در روسیه است که حدود ۸۰ کیلومتر از لوهانسک فاصله دارد و با منطقه دونباس، اوکراین هم‌مرز است و از آغاز جنگ تحت کنترل شورشیان روس بوده است.

## حمله
برخی منابع خبری مدعی شدند که این فرودگاه با یک موشک اوکراینی توچکا مورد اصابت قرار گرفته است. رسانهٔ محلی روستوف گازتا نیز از حمله گروه‌های مسلح اوکراینی به این منطقه خبر داد.
این حمله که نیروهای مسلح اوکراین رسماً در مورد آن اظهارنظر نکردند، ظاهراً در پاسخ به بمباران شهرهای اوکراین توسط نیروهای روسی انجام شد و چندین نفر نیز طی آن زخمی شدند. براساس تصاویر هوایی در این حمله یک هواپیمای سوخو-۳۰ نیز منهدم شده است. مقامات اوکراینی مدعی شده‌اند که حداقل دو جنگنده روسی سوخو-۳۰ مورد هدف قرار گرفته‌اند.